# Aérodrome de Tingwall
L'aéroport de Tingwall ou aéroport de Lerwick/Tingwall (code IATA : LWK • code OACI : EGET) est un aéroport situé au Nord-Est de Lerwick, dans les Shetland en Écosse.

## Situation

### Carte des aéroports d'Écosse
| Aberdeen Barra Benbecula Campbeltown Colonsay Dundee Eday Édimbourg Fair Isle Foula Glasgow Glasgow-Prestwick Inverness Islay Kirkwall North Ronaldsay Oban Papa Westray Sanday Stornoway Stronsay Sumburgh Tingwall Tiree Westray Wick |

### Carte des aéroports des Shetlands
| Fair Isle Tingwall Sumburgh Foula |

## Compagnie aérienne et destinations
| Compagnies   | Destinations     |
| ------------ | ---------------- |
| Directflight | Fair Isle, Foula |

Edité le 25/03/2023